# Alma Maritano
Alma Maritano (San Genaro, 9 de octubre de 1937-17 de diciembre de 2015) fue una profesora, narradora y novelista argentina. 

## Biografía
Vida personal
Nace el 9 de octubre de 1937, en San Genaro, Provincia de Santa Fe, Argentina. Era hija única. En la adolescencia se traslada a Rosario, ciudad en la vive hasta su muerte en 2015. 
Tuvo dos hijos Gabriel y Jimena y tres nietos Violeta, Juan y Carmen quienes como ella amaban la música y la Opera. 
Educación y Trayectoria
Egresó de la Facultad de Filosofía y Letras de la Universidad Nacional de Rosario y en 1960 comenzó con la docencia de diferentes cursos, como castellano, literatura y latín. 
Trabajó como colaboradora de diarios y revistas de Rosario y del exterior. 
Ampliamente conocida entre los niños y adolescentes del país por medio de sus obras Un globo de luz anda suelto, Vaqueros y Trenzas, El visitante, El sur, Cruzar la calle y Pretextos para un crimen, los cuales forman una serie de libros que cuentan la historia de personajes rosarinos desde su niñez hasta su etapa adulta. Es así como Inés (Gora), Robbie y Nicanor son recordados por varias generaciones de lectores como si fueran personas reales.
Su obra Un globo de luz anda suelto mereció la Faja de honor de la S.A.D.E en literatura infantil. 
Coordinó el Taller literario para niños de la Escuela Municipal de Artes Plásticas Manuel Musto entre 1979 y 1981. 
Durante 1981 y 1982 dirige el Taller literario municipal Diógenes Hernández. 
En 1981 funda su propio Taller Literario llamado "Julio Cortázar", por ser uno de sus escritores favoritos, en el que se formaron varias generaciones de la literatura local, a lo largo de los treinta años en que lo coordinó en la ciudad de Rosario. 
Mantuvo una relación amistosa con el escritor portugués ganador del premio Nobel José Saramago quien conoció su Taller con motivo del Congreso de la Lengua realizado en 2004 y al que visitó varias veces en Lisboa acompañada de sus talleristas.
En 2011, fue declarada "Escritora Distinguida" por el Concejo Municipal de Rosario, que reconoció expresamente el valor literario de su obra y su labor como docente al frente del taller Julio Cortázar.

## Obras De Alma Maritano
- La estrellita Til
- Taller de barriletes
- ¿Dale que me contás un cuento?
- Los ángeles solos
- La cara de la infidelidad
- Un Globo de Luz anda suelto
- Vaqueros y Trenzas[2]
- El visitante
- En el sur
- Cruzar la Calle
- Pretextos para un crimen
- El último Dinosaurio
- Lagartos al sol
- Las bufonas
- Como perros perdidos
- El casamiento del número 3
- La Voz
- El misterio de los gatos egipcios

## Premios
- Concurso de narrativa de la provincia de Buenos Aires; Municipalidad de La Matanza, por Cabello de ángel, libro de cuentos, publicado en 1972.
- Concurso de narrativa Universidades Populares Argentinas por Caimanes en la orilla, 1974
- Faja de Honor de la Sade, 1978
- Primer Premio Novela Juvenil de Editorial Colihue por El Visitante, 1983.